# Pseudophilautus fulvus
Espèce
Synonymes
- Philautus fulvus Manamendra-Arachchi & Pethiyagoda, 2005

Statut de conservation UICN

 EN B1ab(iii)+2ab(iii) : En danger
Pseudophilautus fulvus est une espèce d'amphibiens de la famille des Rhacophoridae.

## Répartition
Cette espèce est endémique du Sri Lanka. Elle se rencontre dans le massif Central, entre 450 et 1 220 m d'altitude,.

## Description
Pseudophilautus fulvus mesure de 33 à 36 mm pour les mâles et de 45 à 47 mm pour les femelles. Sa face dorsale est de couleur fauve avec des taches brunes symétriques. Sa face ventrale est jaune pâle.

## Étymologie
Son nom d'espèce, du latin fulvus, « fauve », lui a été donné en référence à sa couleur.

## Publication originale
- Manamendra-Arachchi & Pethiyagoda, 2005 : The Sri Lankan shrub-frogs of the genus Philautus Gistel, 1848 (Ranidae: Rhacophorinae), with description of 27 new species. The Raffles Bulletin of Zoology, Supplement Series, no 12, p. 163-303 (texte intégral).